# Oscar Vladislas de Lubicz-Milosz

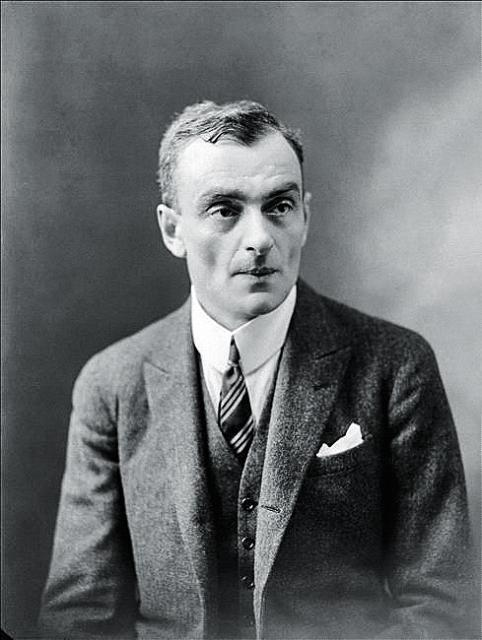
Oscar Vladislas de Lubicz-Milosz

Oscar Vladislas de Lubicz-Milosz (Pools: Oskar Władysław Miłosz, Litouws: Oskaras Milašius) (Tsjareja, Gouvernement Vitebsk van het keizerrijk Rusland (nu Wit-Rusland), 28 mei 1877 (15 mei in de juliaanse kalender) – Fontainebleau, Frankrijk, 2 maart 1939) was een Frans-Litouwse dichter en diplomaat.

## Biografie
Milosz werd geboren in Tsjareja (Pools: Czereja, Wit-Russisch: Чарэя) in het toenmalige keizerrijk Rusland op 28 mei (volgens de juliaanse kalender 15 mei) 1877. Zijn vader Vladislav de Lubicz-Milosz was telg van het oude Poolse adellijk geslacht Lubicz, zijn moeder Marie Rosalie Rosenthal was van Pools-Joodse afkomst. Milosz beleefde eenzame vroege jeugdjaren op het familielandgoed in Tsjareja.
In 1889 kwam hij naar Parijs waar hij het lycée Janson-de-Sailly doorliep en van 1896 tot 1899 oriëntalistiek (Assyrisch en Hebreeuws) studeerde.
Zijn eerste bundel gedichten verscheen in 1899: Le Poème des Décadences. Twee jaar later deed Milosz een zelfmoordpoging. Na de dood van zijn vader was hij weer enige jaren in Rusland, maar in 1905 keerde hij terug naar Parijs. Van 1907 tot 1914 was Milosz vrijwel voortdurend op reis.
Na de Russische Revolutie werden de bezittingen van de familie geconfisqueerd door de Sovjet-regering. Litouwen, dat na de Russische Revolutie een onafhankelijke staat was geworden, werd in 1920 door Frankrijk erkend. Hoewel het familielandgoed niet tot het grondgebied van het onafhankelijke Litouwen behoorde, en zich ook niet in Litouwstalig gebied bevond, koos Milosz voor de Litouwse nationaliteit. Hij werd zaakgelastigde (chargé d'affaires) van Litouwen in Frankrijk, en heeft zijn land ook vertegenwoordigd bij de Volkenbond.
Milosz groeide op met de Poolse en Franse taal. Hij had in zijn jeugd geen Litouws geleerd, maar leerde deze taal op latere leeftijd, en publiceerde Franse vertalingen van Litouwse volkspoëzie (daina's) en sprookjes in Contes et Fabliaux de la vieille Lithuanie (1930).
In 1931 werd hij Frans staatsburger en werd zijn status in de Litouwse diplomatie die van honorair consul.
Behalve poëzie schreef Milosz ook een roman, L'Amoureuse Initiation (1910), toneelstukken, en boeken met een religieus-esoterisch karakter die in zijn verzamelde werken als 'filosofisch' aangemerkt worden, zoals Ars Magna (1924), L'Apocalypse de Saint Jean déchifrée (1933) en Les Arcanes (1927).
Milosz stierf op 2 maart 1939 in zijn huis in Fontainebleau.

## Werken
- Le Poème des Décadences, poëzie (1899)
- Les Sept Solitudes, poëzie (1906)
- L'Amoureuse Initiation, roman (1910)
- Les Éléments, poëzie (1911)
- Chefs-d’œuvre lyriques du Nord, vertalingen (1912)
- Miguel Mañara, toneel (1913)
- Mephiboseth, toneel (1914)
- Symphonies, poëzie (1915)
- Nihumim, poëzie (1915)
- Épître à Storge, filosofie (1917)
- Adramandoni, poëzie (1918)
- La Confession de Lemuel, poëzie (1922)
- Ars Magna, filosofie (1924)
- Les Arcanes, filosofie (1927)
- Poèmes 1895-1927, poëzie (1929)
- Les origines ibériques du peuple Juif, filosofie (1932)
- Psaume de l’Étoile du matin, poëzie (1936)
- L'Apocalypse de Saint Jean déchifrée filosofie (1933)
- La Clef de l’Apocalypse, filosofie (1938)

De Œuvres complètes d' Oscar Milosz zijn vanaf 1957 in 13 delen verschenen bij de Éditions André Silvaire in Parijs. Een anthologie van Milosz' gedichten verscheen in 1999 in de serie Poésie Gallimard onder de titel La Berline arrêtée dans la nuit. Willem Frederik Hermans' vertalingen van Milosz verschenen in 1981 in een bibliofiele uitgave van de Cornamora Pers onder de titel Zeven gedichten van O.V. de L. Milosz. In 2012 verscheen Miguel Mañara: Mysterie in zeven taferelen van de hand van Michiel Peeters.